# SMS Babenberg
SMS Babenberg, predreadnought bojni brod koji je izgradila Austro-ugarska ratna mornarica 1899. godine. Porinut je 4. listopada 1902. godine kao posljednji od triju bojnih brodova klase Habsburga. Zajedno sa svojim bratskim brodovima sudjelovao je u bombardiranju Ancone tijekom Prvoga svjetskog rata. Pri kraju rata predan je Velikoj Britaniji kao ratna nagrada. Izrezan je u Italiji 1921. godine.